# Каменка (приток Соймы)
Каменка — река в России, протекает в Судогодском районе Владимирской области. Правый приток реки Сойма. Длина реки составляет 14 км. В 4,3 км от устья принимает справа реку Высокуша.
Река начинается западнее деревни Рыжиково в 22 км к западу от Судогды. Река течёт на северо-восток, на берегах — несколько небольших деревень Судогодского района. Впадает в Сойму ниже деревни Шипилово.

## Данные водного реестра
По данным государственного водного реестра России относится к Окскому бассейновому округу, водохозяйственный участок реки — Клязьма от города Владимир до города Ковров, без реки Нерль, речной подбассейн реки — бассейны притоков Оки от Мокши до впадения в Волгу. Речной бассейн реки — Ока.
Код объекта в государственном водном реестре — 09010300912110000032929.